# Bautasteinane
Die Bautasteinane (norwegisch für Bautasteine) sind Nunatakker im ostantarktischen Königin-Maud-Land. Sie ragen im Steingarden im südöstlichen Teil des Fimbulheimen auf.
Norwegische Kartographen nahmen ihre deskriptive Benennung vor.